# نورثپورت (آلاباما)
نورثپورت (به انگلیسی: Northport) شهری در شهرستان تاسکالوسا ایالت آلاباما است که مساحت آن ۴۴٫۰۵ کیلومتر مربع است و در سرشماری سال ۲۰۱۰ میلادی، ۲۳٬۳۳۰ نفر جمعیت داشته و تراکم جمعیتی آن، ۵۲۹٫۶۳ نفر در هر کیلومتر مربع بوده‌است.